# Monsempron-Libos
Monsempron-Libos ist eine französische Gemeinde mit 2.104 Einwohnern (Stand: 1. Januar 2022) im Département Lot-et-Garonne in der Region Nouvelle-Aquitaine. Die Gemeinde liegt im Arrondissement Villeneuve-sur-Lot und ist Teil des Kantons Le Fumélois. Die Einwohner werden Monsempronnais genannt.

## Geographie
Der Lot, in den hier die Lémance mündet, durchquert Monsempron-Libos. Umgeben wird Monsempron-Libos von den Nachbargemeinden Cuzorn im Norden und Nordosten, Fumel im Osten, Saint-Vite im Süden, Condezaygues im Westen und Südwesten sowie Salles im Nordwesten. 
Durch die Gemeinde führt die frühere Route nationale 710.

## Bevölkerungsentwicklung
| 1962 | 1968 | 1975 | 1982 | 1990 | 1999 | 2006 | 2018 |
| ---- | ---- | ---- | ---- | ---- | ---- | ---- | ---- |
| 2145 | 2654 | 3018 | 2697 | 2423 | 2135 | 2079 | 2087 |

## Sehenswürdigkeiten
- Saint-Géraud, Priorei, mit der Kirche Saint-Géraud, Monument historique
- Walkmühle an der Lémance

|  |  |

## Gemeindepartnerschaften
Mit der deutschen Gemeinde Burghausen in Bayern und der spanischen Gemeinde Almoradí in der Provinz Valencia (Alicante) bestehen Partnerschaften. 

## Persönlichkeiten
- Tino Sabbadini (1928–2002), Radrennfahrer